# Los 4 Fantásticos y Silver Surfer
Los Cuatro Fantásticos y Silver Surfer (título original en inglés: Fantastic Four: Rise of the Silver Surfer) es una película de superhéroes y secuela de la película Los 4 Fantásticos de 2005 dirigida por Tim Story. Se basa en la trilogía de Galactus publicada en los números 48 a 59 (marzo a mayo de 1966) del cómic Los 4 Fantásticos y su actualización de 2006, Ultimate Extinction. Ioan Gruffudd, Jessica Alba, Chris Evans y Michael Chiklis co-protagonizan la película en sus mismos roles de los 4 Fantásticos, mientras que Julian McMahon y Kerry Washington  como Victor von Doom/Dr. Doom y Alicia Masters respectivamente. Beau Garrett interpreta a Frankie Raye y Doug Jones a Norrin Radd/Silver Surfer y con Laurence Fishburne como voz de Silver Surfer. La película obtuvo ganancias de $289 millones. Fue estrenada en DVD y Blu-Ray el 2 de octubre de 2007.
La trama sigue a los Cuatro Fantásticos (y al Doctor Doom) mientras se enfrentan, y luego se alían con, Silver Surfer para salvar la Tierra de Galactus.
La película se estrenó el 15 de junio de 2007 con críticas generalmente mixtas y recaudó más de 301 millones de dólares en todo el mundo, pero ganó menos que su predecesora, que recaudó 333,5 millones de dólares en todo el mundo. Se planeó una tercera película, pero finalmente se canceló. La serie se reinició en 2015 con el lanzamiento de 4 Fantásticos con mala recepción crítica y comercial. Marvel Studios finalmente recuperó los derechos cinematográficos de los personajes, junto con los X-Men y Deadpool, después de la adquisición de 21st Century Fox por parte de Disney. Evans, quien interpretaría al Capitán América en el Universo Cinematográfico de Marvel (MCU), repetiría su papel como Johnny Storm/Antorcha Humana en la película del Deadpool & Wolverine (2024).

## Argumento
Los 4 Fantásticos, ya consolidados como héroes, están preocupados por la boda de  Reed y  Sue, que parece más una celebración pública de los medios de comunicación anunciándose como el acontecimiento del año que un momento privado de amor. El matrimonio entre Reed Richards y Sue Storm, llamados Mr. Fantástico y La Mujer Invisible y siendo los padrinos de bodas sus compañeros de lucha el hermano de Sue, Johnny Storm apodado La Antorcha Humana y el mejor amigo de Reed, Ben Grimm conocido ahora como La Mole/Cosa y su ahora novia, Alicia Reiss Masters, la escultora ciega.
Pero una especie de destello plateado está afectando al mundo en el clima y en la ecología y que ha pasado por varios planetas prácticamente destruyéndolos. Sin embargo ésta noticia queda bajo un segundo plano en favor de la boda de Richards y Storm. El destello plateado se posa sobre Latveria, causando un gran y desgraciado evento: la resurrección de Victor Von Doom.
En la despedida de soltero de Reed, aparece el general Hager (enemigo de escuela de Mr. Fantástico). Pide ayuda a los 4 Fantásticos (en principio a Reed, pero más tarde necesitará toda la ayuda posible) para descifrar el misterio. Reed se niega ya que su compromiso es más importante, pero en secreto hace un radar para captar el destello plateado que tiene energía similar a la radiación cósmica que les dio los poderes a Johnny,  Sue, Ben y al mismo Reed.
En la boda, Alicia, la novia ciega de Ben Grimm, saca a la luz el problema que tiene Johnny al ver que su hermana y su amigo se casan, Ben tiene novia y, en definitiva, todos se están estabilizando y formando sus familias excepto él. La boda se inicia, pero no se finaliza ya que el destello plateado es rastreado por el radar y lo dejó sin energía, al igual que destruyó la boda. Pero esto es la menor de las preocupaciones, debido a que sin saberlo se enfrentan a su mayor reto hasta la fecha cuando un enigmático y misterioso heraldo intergaláctico llamado Silver Surfer, llega del espacio y provoca extraños fenómenos en la Tierra. 
Johnny va a perseguir a la amenaza y se encuentra con Silver Surfer, quien lo lleva hasta el fin del mundo luego cuando cae aterriza en el desierto del Cairo, más tarde Reed es confrontado por Sue por no decirle nada respecto al rastreador de energía, luego Sue va a saber cómo se encontraba Johnny, pero producto de su encuentro con Silver Surfer este debilitado cae a la calle, Sue inmediatamente baja a la calle e intenta consolar a Johnny, sin embargo cuando ella le toca su frente, inesperadamente intercambian sus poderes, causando que Sue se convierta en la Antorcha Humana, y empieza a elevarse, Johnny trata de ayudarla pero repentinamente se vuelve invisible para su sorpresa. En el instante que Sue está flotando en llamas, Reed pasaba por la habitación y se sorprende de ver a Sue en llamas, pero cuando trata de ayudarla a entrar esta vuelve a bajar a la calle, luego Reed va hacia la planta baja le pregunta a Sue que fue lo que pasó y ésta le menciona que solo tocó a Johnny y luego pasó todo el asunto, luego Reed le pregunta en dónde está Johnny y este último, como es invisible, le responde que está justo detrás de él. Inmediatamente Reed le ordena a Johnny volver a tocarla lo cual causa que ambos recuperen sus respectivos poderes, sin embargo para infortunio de Sue, esta queda completamente desnuda (ya que su ropa se quemó) frente a todos en la calle por lo que decide volverse invisible al verse en tal situación vergonzosa. Más tarde las pruebas de Reed revelan que los resultados de Sue son normales, pero los de Johnny por otro lado tienen algo diferente, ya que su encuentro directo con Silver Surfer afecto sus moléculas volviéndolas inestables y en constante fluctuación, lo cual causó que intercambiara sus poderes con Sue. En ese momento Ben intenta probar si es cierto y toca a Johnny e intercambian sus poderes haciendo a Ben normal y ahora con los poderes de Johnny, en cambio Johnny se vuelve roca para su mal gusto, pero nuevamente Johnny lo vuelve a tocar y regresan sus respectivos poderes demostrando que puede intercambiar sus poderes con cualquiera hasta que vuelva a tocarlos. Esto crea otro conflicto en Johnny, que tiene que mantenerse alejado de los demás para no intercambiar sus poderes con alguien accidentalmente y estropear los planes, pero al único que no parece molestarle tal problema es a Ben.
En Londres, Surfer, que ha ido abriendo cráteres por varias zonas del planeta Tierra, abre un cráter en el río Támesis, cerca del Big Ben. Los 4 Fantásticos habiendo calculado su ubicación intentan salvar a la población, pero cuando la Antorcha Humana va a perseguir a Silver Surfer, accidentalmente toca los brazos elásticos de Reed, haciendo que cambien de poder y, a la vez, casi pierden muchas vidas, incluyendo las de su equipo.
Con el poder que le proporciona a Silver Surfer su tabla de surf, le devuelve su apariencia humana a Víctor cuando éste le propone trabajar juntos para dominar el mundo. El general Hager molesto por la accidentada falla en atrapar al Silver Surfer explica al equipo que alguien va a cooperar, quien no es más que el  Dr. Doom. Los 4 Fantásticos (en especial Ben Grimm) no lo quieren cerca; en especial, lo que Víctor desea secretamente es obtener la tabla de surf, que parece conceder los poderes a Silver Surfer. Víctor expresa su odio hacia los 4 Fantásticos, pero sabe que el Silver Surfer destruirá la Tierra y ofrece su tecnología para ayudar. El general Hager hace trabajar al grupo de superhéroes y al Dr. Doom juntos. Reed y Víctor descubren que Silver Surfer se instala en un planeta y a los ocho días el planeta es destruido.
En el bosque con una nueva arma hecha de pulso de taquiónes que podrá separar a Silver Surfer de su tabla, los 4 Fantásticos y el ejército consiguen separar a Surfer de su tabla; Sue Storm descubre que Silver Surfer no es tan malo como todos creen (ya que la salva de un misil desviado) sino que alguien lo está dominando. El Surfer es llevado a una base militar donde es torturado sin obtener respuestas de él. En la base militar, los 4 Fantásticos rescatan a Silver Surfer, ya que le explica a Susan la historia de Galactus, el devorador de mundos. Los 4 Fantásticos y Silver Surfer van a recuperar la tabla, pero se encuentran con un nuevo impedimento: el Dr. Doom ha robado la tabla y está haciendo estragos en el mundo después de matar a Hager.
Con el Auto Fantástico con motor V8, fabricado por Dodge (donde Silver Surfer revela a Sue su nombre real: Norrin Radd), el equipo va a detener al Dr. Doom quien asesina a la mujer invisible, que se interpone entre Norrin y la lanza arrojada por el Dr. Doom para evitar que Norrin muera, debido a que sus campos de energía son inútiles contra los poderes de la tabla de Silver Surfer. Reed, Sue y Ben hacen que Johnny tenga los poderes de los 4 y con una impresionante pelea derrota al Dr. Doom y le devuelve no solo sus poderes a su hermana y sus amigos, sino también la tabla a Norrin quien, al final después de resucitar a Sue viaja hasta el espacio y se sacrifica para vencer a Galactus y salvar el mundo. Norrin dice a Galactus que ya no lo servirá nunca más y descarga energía cósmica en él, matando a Galactus y aparentemente a él mismo. Luego de haber ayudado a Norrin, Johnny descubre que ya no intercambia mas sus poderes.
Reed y Sue se casan rápidamente con una boda oriental, perdidos para que la prensa no les encuentre y solamente con la familia y amigos (Reed, Sue, Ben, Johnny, Alicia y Frankie, la nueva novia de Johnny y ex-soldada de Hager, junto con algunos orientales) y luego en el Fantastic Car se embarcan en otra misión (Venecia se hunde en el Adriático).
En los créditos de la película se muestra al cuerpo semimuerto de Silver Surfer flotando en el espacio, pero de repente abre los ojos y su leal tabla de surf se encamina de nuevo hacia él.

## Reparto
- Ioan Gruffudd - Dr. Reed Richards / Sr. Fantástico
- Jessica Alba - Susan 'Sue' Storm / La Mujer invisible
- Chris Evans - Jonathan 'Johnny' Storm / La Antorcha Humana
- Michael Chiklis - Benjamin 'Ben' Grimm / La Cosa / La Mole
- Doug Jones - Norrin Radd/Silver Surfer (voz de Laurence Fishburne)
- Julian McMahon - Dr. Victor Von Doom / Doctor Doom
- Kerry Washington - Alicia Masters
- Beau Garrett - Captain Frankie Raye
- Vanessa Minnillo - Julie Angel
- Andre Braugher - General Hager
- Stan Lee - Invitado a la boda rechazado
- Brian Posehn - Ministro en la boda
- Debbie Timuss - Chica #1
- Moneca Delain- Chica #2
- Crystal Lowe -Chica #3
- Kevin McNulty - Jimmy O'Hoolihan

## Doblaje
| Actor            | Personaje                         | Doblaje Hispanoamérica  | Doblaje España        |
| ---------------- | --------------------------------- | ----------------------- | --------------------- |
| Ioan Gruffudd    | Reed Richards / Mr. Fantástico    | Raúl Anaya              | Paco Gázquez          |
| Jessica Alba     | Sue Storm / La Mujer Invisible    | Jessica Ortiz           | María del Mar Tamarit |
| Chris Evans      | Johnny Storm / La Antorcha Humana | José Antonio Macías     | Raúl Llorens          |
| Michael Chiklis  | Ben Grimm / La Cosa / La Mole     | Miguel Ángel Ghigliazza | Vicente Gil           |
| Doug Jones       | Norrin Radd / Silver Surfer       | Idzi Dutkiewicz         | Juan Carlos Gustems   |
| Julian McMahon   | Victor Von Doom / Doctor Muerte   | Mario Arvizu            | Juan Antonio Bernal   |
| Kerry Washington | Alicia Masters                    | Laura Ayala             | Joël Mulachs          |
| Brian Posehn     | Cura                              |                         | Antonio Lara          |
| Beau Garrett     | Capitana Frankie Raye             | Dulce Guerrero          | Lola Oria             |
| Andre Braugher   | General Hager                     | Sebastián Llapur        | Alfonso Vallés        |
| Zach Grenier     | General Sherman                   |                         | Gonzalo Abril         |
| Stan Lee         | Invitado de la boda               | Jesse Conde             |                       |

## Producción
La anterior entrega obtuvo $330 millones en todo el mundo. 20th Century Fox recontrató a Tim Story y al guionista Mark Frost en diciembre de 2005 para realizar la secuela. Los guionistas Frost y Don Payne fueron contratados para escribir el guion. Payne dijo que la película se basaba en "La trilogía de Galactus", en la cual Galactus por ende hace su aparición, así como en los capítulos 57-60 en los cuales Doom roba la fuente de los poderes del Surfer. Payne además dijo que la película tiene inspiración en la serie limitada Ultimate Extinction de Ultimate Marvel. El 2 de marzo de 2007, el diseño de Galactus aún no estaba terminado, y el 18 de abril del mismo año, se contrató a Laurence Fishburne para darle voz a Silver Surfer, aunque los realizadores no estaban seguros de que el personaje en sí hablara.
La película incluye el Auto-Fantástico, un rol mayor del personaje de Alicia Masters interpretada por Kerry Washington, y en junio de 2006, se anunció que Silver Surfer aparecería en la película como "villano/ héroe". Silver Surfer fue creado con la combinación del actor Doug Jones y un traje gris-plateado diseñado por Jose Fernández. FX shop Spectral Motion creó al Surfer, quien obtuvo su vida gracias al sistema de CGI diseñado por WETA.
La secuela, que antes tenía el título de Fantastic Four 2 (Los 4 Fantásticos 2), se tituló oficialmente después Fantastic Four: Rise of the Silver Surfer y empezaron filmando en Vancouver el 1 de agosto de 2006 y con fecha de estreno para el 15 de junio de 2007. El disfraz y maquillaje prostéticos de Michael Chiklis fueron rediseñados para que el actor pudiera retirárselos entre escenas y para mejor ventilación.
En agosto de 2006, el actor Andre Braugher abandonó su rol de reparto en la serie ER para audicionar en la película. Braugher audicionó como el General Hager, a quien el director Story describió como 
"un viejo conocido de Reed Richards y una de las principales adiciones a la película". En septiembre, Jones fue confirmado para interpretar a Silver Surfer además de Julian McMahon regresando a su personaje de Doctor Doom. El Edificio Baxter fue también rediseñado. Otros efectos especiales del filme son también producto de la empresa neozelandesa Weta Workshop.

### Locaciones
Hubo 14 locaciones durante la grabación de la película: Burnaby, Columbia Británica, Canadá; Bosque negro, Baden-Württemberg, Alemania; Guiza, Egipto; Londres, Inglaterra, Reino Unido (segunda unidad); Los Ángeles, California, EE. UU.; Nueva York, Nueva York, EE. UU.; Oriental Pearl Tower, Shanghái, China; Pemberton; Port Coquitlam, Columbia Británica, Canadá; Vancouver Columbia Británica, Canadá; Dumont Dunes, California, EE. UU.; Glaciar Russell, Groenlandia; Suruga Bay, Japón; Fallston (Pensilvania).

## Estreno

### Promoción
El tráiler se adjuntó inicial y exclusivamente a Night at the Museum. Se estrenó para público general el 26 de diciembre de 2006 en la página web oficial de la película. El tráiler teatral estaba programado para aparecer con la película Disturbia, el 13 de abril de 2007, pero ocurrieron errores y Tim Story anunció que se estrenaría junto a Spider-Man 3 el 4 de mayo de 2007. El tráiler teatral finalmente se lanzó en línea el 30 de abril de 2007 en el sitio web de Apple Trailer.
20th Century Fox lanzó una campaña publicitaria al aire libre a fines de febrero. El elenco hizo una aparición en la carrera Coca-Cola 600 Nextel Cup NASCAR en Charlotte sobre el fin de semana del Día Memorial.
A fines de mayo de 2007, 20th Century Fox llegó a un acuerdo con Franklin Mint para promocionar la película alterando 40,000 cuartos de los EE. UU. y liberándolos a la circulación. 
Todos los cuartos alterados fueron acuñados en 2005 y honran al estado de California como parte del programa de los Cuartos de dólar de los 50 estados creado por la Casa de Moneda de los Estados Unidos. Los cuartos alterados presentan a Silver Surfer en el reverso junto con una URL al sitio web oficial de la película. Una vez que la Casa de la Moneda de los EE. UU. tuvo conocimiento de la promoción, notificó al estudio y al Franklin Mint que infringía la ley convirtiendo la moneda emitida por el gobierno en publicidad privada. La casa de moneda federal no indicó si se aplicaría una sanción.

### Video casero
La película fue lanzada el 2 de octubre de 2007 en DVD en dos versiones. El primero era una versión de pantalla completa / pantalla ancha de un solo disco. Una edición de dos discos "The Power Cosmic" también se lanzó ese día, con alta definición y en formato Blu-ray Disc. La película también fue lanzada en HD DVD en otros países.

## Recepción

### Taquilla
En su fin de semana de estreno, la película fue la más taquillera en la taquilla de Estados Unidos, alcanzando aproximadamente $ 58 millones, $2 millones más que su predecesora. En su segundo fin de semana, la película tuvo una caída del 66%, y luego tuvo una caída del 54% en su tercer fin de semana. La película recaudó $ 289 millones en todo el mundo, incluidos $ 131.9 millones netos en los Estados Unidos y Canadá y $ 157 millones en el extranjero. El presupuesto fue de $130 millones.

## Estrenos
| País                                                                          | Fecha de estreno              |
| ----------------------------------------------------------------------------- | ----------------------------- |
| Alemania                                                                      | Martes 14 de agosto de 2007   |
| Argentina                                                                     | Jueves 28 de junio de 2007    |
| Australia                                                                     | Jueves 21 de junio de 2007    |
| Austria                                                                       | Martes 14 de agosto de 2007   |
| Baréin                                                                        | Miércoles 13 de junio de 2007 |
| Bélgica                                                                       | Miércoles 8 de agosto de 2007 |
| Belice · Costa Rica · El Salvador · Guatemala · Honduras · Nicaragua · Panamá | Viernes 22 de junio de 2007   |
| Bolivia                                                                       | Jueves 21 de junio de 2007    |
| Brasil                                                                        | Viernes 29 de junio de 2007   |
| Bulgaria                                                                      | Viernes 10 de agosto de 2007  |
| Chile                                                                         | Jueves 28 de junio de 2007    |
| Colombia                                                                      | Viernes 22 de junio de 2007   |
| Corea del Sur                                                                 | Miércoles 8 de agosto de 2007 |
| Croacia                                                                       | Jueves 16 de agosto de 2007   |
| Dinamarca                                                                     | Viernes 15 de junio de 2007   |
| Ecuador                                                                       | Viernes 22 de junio de 2007   |
| Egipto                                                                        | Miércoles 13 de junio de 2007 |
| EAU                                                                           | Jueves 14 de junio de 2007    |
| Eslovenia                                                                     | Jueves 5 de julio de 2007     |
| España                                                                        | Viernes 10 de agosto de 2007  |
| Estados Unidos · Canadá                                                       | Viernes 15 de junio de 2007   |
| Estonia                                                                       | Viernes 15 de junio de 2007   |
| Filipinas                                                                     | Miércoles 13 de junio de 2007 |
| Finlandia                                                                     | Viernes 10 de agosto de 2007  |
| Francia                                                                       | Miércoles 8 de agosto de 2007 |
| Grecia                                                                        | Jueves 14 de junio de 2007    |
| Hong Kong                                                                     | Jueves 14 de junio de 2007    |
| Hungría                                                                       | Jueves 19 de julio de 2007    |
| India                                                                         | Viernes 15 de junio de 2007   |
| Indonesia                                                                     | Miércoles 13 de junio de 2007 |
| Islandia                                                                      | Viernes 15 de junio de 2007   |
| Israel                                                                        | Jueves 14 de junio de 2007    |
| Italia                                                                        | Viernes 15 de junio de 2007   |

| País                         | Fecha de estreno                 |
| ---------------------------- | -------------------------------- |
| Jamaica                      | Miércoles 13 de junio de 2007    |
| Japón                        | Viernes 21 de septiembre de 2007 |
| Jordania                     | Miércoles 13 de junio de 2007    |
| Kuwait                       | Miércoles 13 de junio de 2007    |
| Letonia                      | Viernes 15 de junio de 2007      |
| Líbano                       | Jueves 21 de junio de 2007       |
| Lituania                     | Viernes 31 de agosto de 2007     |
| Malasia                      | Jueves 14 de junio de 2007       |
| México                       | Viernes 22 de junio de 2007      |
| Nigeria                      | Viernes 22 de junio de 2007      |
| Noruega                      | Viernes 10 de agosto de 2007     |
| Nueva Zelanda                | Jueves 21 de junio de 2007       |
| Omán                         | Miércoles 13 de junio de 2007    |
| Países Bajos                 | Jueves 26 de julio de 2007       |
| Perú                         | Jueves 28 de junio de 2007       |
| Polonia                      | Viernes 15 de junio de 2007      |
| Portugal                     | Jueves 14 de junio de 2007       |
| Puerto Rico                  | Jueves 14 de junio de 2007       |
| Catar                        | Jueves 14 de junio de 2007       |
| Reino Unido Irlanda          | Viernes 15 de junio de 2007      |
| República Checa · Eslovaquia | Jueves 5 de julio de 2007        |
| República Dominicana         | Jueves 21 de junio de 2007       |
| Rumania                      | Viernes 15 de junio de 2007      |
| Rusia                        | Jueves 14 de junio de 2007       |
| Serbia y Montenegro          | Jueves 14 de junio de 2007       |
| Singapur                     | Jueves 14 de junio de 2007       |
| Sudáfrica                    | Viernes 22 de junio de 2007      |
| Suecia                       | Viernes 17 de agosto de 2007     |
| Suiza                        | Viernes 15 de junio de 2007      |
| Tailandia                    | Jueves 14 de junio de 2007       |
| Taiwán                       | Sábado 16 de junio de 2007       |
| Turquía                      | Viernes 17 de agosto de 2007     |
| Ucrania                      | Jueves 14 de junio de 2007       |
| Uruguay                      | Viernes 22 de junio de 2007      |
| Venezuela                    | Viernes 29 de junio de 2007      |
| Vietnam                      | Viernes 10 de agosto de 2007     |

| País                                                                          | Fecha de estreno              |
| ----------------------------------------------------------------------------- | ----------------------------- |
| Alemania                                                                      | Martes 14 de agosto de 2007   |
| Argentina                                                                     | Jueves 28 de junio de 2007    |
| Australia                                                                     | Jueves 21 de junio de 2007    |
| Austria                                                                       | Martes 14 de agosto de 2007   |
| Baréin                                                                        | Miércoles 13 de junio de 2007 |
| Bélgica                                                                       | Miércoles 8 de agosto de 2007 |
| Belice · Costa Rica · El Salvador · Guatemala · Honduras · Nicaragua · Panamá | Viernes 22 de junio de 2007   |
| Bolivia                                                                       | Jueves 21 de junio de 2007    |
| Brasil                                                                        | Viernes 29 de junio de 2007   |
| Bulgaria                                                                      | Viernes 10 de agosto de 2007  |
| Chile                                                                         | Jueves 28 de junio de 2007    |
| Colombia                                                                      | Viernes 22 de junio de 2007   |
| Corea del Sur                                                                 | Miércoles 8 de agosto de 2007 |
| Croacia                                                                       | Jueves 16 de agosto de 2007   |
| Dinamarca                                                                     | Viernes 15 de junio de 2007   |
| Ecuador                                                                       | Viernes 22 de junio de 2007   |
| Egipto                                                                        | Miércoles 13 de junio de 2007 |
| EAU                                                                           | Jueves 14 de junio de 2007    |
| Eslovenia                                                                     | Jueves 5 de julio de 2007     |
| España                                                                        | Viernes 10 de agosto de 2007  |
| Estados Unidos · Canadá                                                       | Viernes 15 de junio de 2007   |
| Estonia                                                                       | Viernes 15 de junio de 2007   |
| Filipinas                                                                     | Miércoles 13 de junio de 2007 |
| Finlandia                                                                     | Viernes 10 de agosto de 2007  |
| Francia                                                                       | Miércoles 8 de agosto de 2007 |
| Grecia                                                                        | Jueves 14 de junio de 2007    |
| Hong Kong                                                                     | Jueves 14 de junio de 2007    |
| Hungría                                                                       | Jueves 19 de julio de 2007    |
| India                                                                         | Viernes 15 de junio de 2007   |
| Indonesia                                                                     | Miércoles 13 de junio de 2007 |
| Islandia                                                                      | Viernes 15 de junio de 2007   |
| Israel                                                                        | Jueves 14 de junio de 2007    |
| Italia                                                                        | Viernes 15 de junio de 2007   |

| País                         | Fecha de estreno                 |
| ---------------------------- | -------------------------------- |
| Jamaica                      | Miércoles 13 de junio de 2007    |
| Japón                        | Viernes 21 de septiembre de 2007 |
| Jordania                     | Miércoles 13 de junio de 2007    |
| Kuwait                       | Miércoles 13 de junio de 2007    |
| Letonia                      | Viernes 15 de junio de 2007      |
| Líbano                       | Jueves 21 de junio de 2007       |
| Lituania                     | Viernes 31 de agosto de 2007     |
| Malasia                      | Jueves 14 de junio de 2007       |
| México                       | Viernes 22 de junio de 2007      |
| Nigeria                      | Viernes 22 de junio de 2007      |
| Noruega                      | Viernes 10 de agosto de 2007     |
| Nueva Zelanda                | Jueves 21 de junio de 2007       |
| Omán                         | Miércoles 13 de junio de 2007    |
| Países Bajos                 | Jueves 26 de julio de 2007       |
| Perú                         | Jueves 28 de junio de 2007       |
| Polonia                      | Viernes 15 de junio de 2007      |
| Portugal                     | Jueves 14 de junio de 2007       |
| Puerto Rico                  | Jueves 14 de junio de 2007       |
| Catar                        | Jueves 14 de junio de 2007       |
| Reino Unido Irlanda          | Viernes 15 de junio de 2007      |
| República Checa · Eslovaquia | Jueves 5 de julio de 2007        |
| República Dominicana         | Jueves 21 de junio de 2007       |
| Rumania                      | Viernes 15 de junio de 2007      |
| Rusia                        | Jueves 14 de junio de 2007       |
| Serbia y Montenegro          | Jueves 14 de junio de 2007       |
| Singapur                     | Jueves 14 de junio de 2007       |
| Sudáfrica                    | Viernes 22 de junio de 2007      |
| Suecia                       | Viernes 17 de agosto de 2007     |
| Suiza                        | Viernes 15 de junio de 2007      |
| Tailandia                    | Jueves 14 de junio de 2007       |
| Taiwán                       | Sábado 16 de junio de 2007       |
| Turquía                      | Viernes 17 de agosto de 2007     |
| Ucrania                      | Jueves 14 de junio de 2007       |
| Uruguay                      | Viernes 22 de junio de 2007      |
| Venezuela                    | Viernes 29 de junio de 2007      |
| Vietnam                      | Viernes 10 de agosto de 2007     |

### Crítica
En la página web Rotten Tomatoes se le da un índice de 37%; con una calificación de 4.8/10, sobre la base de una suma de 166 reseñas diciendo que "Mientras que hay una mejora respecto a su predecesora, Fantastic Four: Rise of the Silver Surfer es sin embargo una baja y simplista película que tiene pocos beneficios más allá de sus efectos especiales." En IMDb obtiene una puntuación de 5,6/10 y en el sitio Metacritic obtiene un 45%, sobre la base de una suma de 33 reseñas que indica "críticas mixtas o promedio". Las audiencias encuestadas por CinemaScore dieron a la película una calificación promedio de "B" en una escala de A + a F, la misma calificación obtenida por su predecesora.

### Premios y nominaciones
La película ganó dos premios: el premio Golden Trailer de 2008 por "Mejor poster promocional", y la coprotagonista Jessica Alba ganó el premio "Estrella de cine femenina favorita" en los Kids' Choice Award de 2008. La película fue nominada para 5 premios también en los Kid's Choice Awards. La película fue nominada para dos Premios Razzie incluyendo peor actriz para Jessica Alba y peor pareja de pantalla para Alba e Ioan Gruffudd, pero perdieron ambos premios ante Lindsay Lohan de la película I Know Who Killed Me.
| Año  | Premiación                      | Categoría                           | Receptor                          | Resultado |
| ---- | ------------------------------- | ----------------------------------- | --------------------------------- | --------- |
| 2007 | Teen Choice Awards              | Mejor película de acción            | Los 4 fantásticos y Silver Surfer | Nominada  |
| 2007 | Teen Choice Awards              | Mejor actor de acción               | Chris Evans                       | Nominado  |
| 2007 | Teen Choice Awards              | Mejor actriz de acción              | Jessica Alba                      | Nominada  |
| 2007 | Teen Choice Awards              | Mejor villano de película           | Julian McMahon                    | Nominado  |
| 2007 | Teen Choice Awards              | Mejor colapso en pantalla           | Jessica Alba                      | Nominada  |
| 2007 | Teen Choice Awards              | Mejor pelea en pantalla             | Chris Evans vs. Julian McMahon    | Nominados |
| 2007 | Teen Choice Awards              | Mejor escena de baile               | Ioan Gruffudd                     | Nominado  |
| 2007 | Teen Choice Awards              | Mejor película de acción del verano | Los 4 fantásticos y Silver Surfer | Nominada  |
| 2008 | Premios Golden Trailer          | Mejor póster promocional            | Los 4 fantásticos y Silver Surfer | Ganador   |
| 2008 | Nickelodeon Kids' Choice Awards | Actriz de cine favorita             | Jessica Alba                      | Ganadora  |

## Secuela cancelada y reboot
Los cuatro protagonistas y Julian McMahon firmaron por un contrato de tres películas con Fox Studios. Michael Chiklis declaró que la relación de Ben Grimm con Alicia Masters tendría un gran foco en la eventual entrega mientras que Jessica Alba expresó interés en presentar a Franklin Richards mientras que Beau Garret expresó en retornar como Nova.
En 2007, Tim Story declaró había planeado una tercera y una cuarta entrega y el escritor Don Payne declaró no haber hablado nada sobre una secuela con Fox sino trabajar más en los personajes de la franquicia diciendo "Siempre he amado a los inhumanos, los Skrulls, el Amo de las Marionetas y Annihilus, y la Zona negativa" Debido a que la película tuvo poco éxito en taquilla a diferencia de su predecesora, 20th Century Fox no se mostró seguro sobre el futuro de la serie y no hubo un guion en desarrollo.  En marzo de 2008, Chris Evans declaró "Estoy bastante seguro de que no haremos otra. Supongo que uno es un libro cerrado". Se planificó un spin-off de Silver Surfer protagonizado por Doug Jones. No obstante, en 2009 se reinició la franquicia cinematográfica y todos los proyectos fueron cancelados.
En agosto de 2009, Fox anunció planes para reiniciar la franquicia, con Michael Green y Jeremy Slater como guionistas, Seth Grahame-Smith colaborando también en la elaboración del guion, y Akiva Goldsman y Matthew Vaughn produciendo. Después del estreno de su película en 2012 Chronicle, Josh Trank fue contratado para dirigir el reboot, y a mediados de julio de 2012, fue oficialmente anunciado como director. El rodaje comenzó en septiembre de 2013. Al ser producida por Fox, la película nunca tuvo relación con el Universo cinematográfico de Marvel. 4 Fantásticos fue estrenada el 7 de agosto de 2015 y fue peor que sus predecesoras tanto críticamente como comercialmente.